# Alfonso Grosso
Para el pintor del mismo nombre, véase Alfonso Grosso Sánchez
Alfonso Grosso Ramos (Sevilla, 6 de enero de 1928-Valencina de la Concepción, Sevilla, 11 de abril de 1995) fue un escritor español.

## Biografía
Su primer trabajo literario es de 1956 en colaboración con Armando López Salinas se tituló Por el río abajo. Fue un escritor adscrito al realismo social, destacando su novela La Zanja en 1960, también deben señalarse sus obras Un cielo difícilmente azul (1961), Germinal y otros relatos (1962), El capirote (1963) y Testa de Copo (1963). A finales de los sesenta y los setenta su obra evolucionó a un estilo muy personal, más rico y elaborado. De esta época son Inés Just Coming (1968), Guarnición de Silla (1970), que obtuvo premio de la Crítica, su novela autobiográfica Florido mayo (1973) sería galardonada con el premio Alfaguara y con La buena muerte (1976), y Los invitados (1980), fue finalista del premio Planeta. Continuó escribiendo en los ochenta: El correo de Estambul (1980), y Con flores a María (1981), además de dos trilogías, A la izquierda del sol y Giralda. Falleció en 1995, tras una larga enfermedad que le impidió escribir en sus últimos años de vida. En esa época se pone su nombre a un colegio de la ciudad de Sevilla: CEIP Escritor Alfonso Grosso.
La Biblioteca Pública Municipal de Valencina de la Concepción, localidad en la que residió y falleció, lleva su nombre.

## Movimientos literarios
A lo largo de la trayectoria de Alfonso Grosso como escritor se ha visto influido fundamentalmente por dos importantes movimientos literarios: una primera etapa, tras un breve periodo dedicado al relato corto, inmerso en el realismo social de la llamada “generación del medio siglo” y la etapa considerada más brillante en su carrera como novelista en la que se vio influido por la narrativa hispanoamericana de los sesenta. Grosso es considerado como el verdadero eje de lo que en los años setenta el mundo editorial denominará “nueva narrativa andaluza”.

## Obras
- 1960 La Zanja (Novela)
- 1961 Un cielo difícilmente azul (Novela)
- 1963 Testa de copo (Novela)
- 1963 Germinal y otros relatos (Relatos)
- 1964 El capirote (Novela)
- 1968 Inés Just coming (Novela)
- 1970 Guarnición de silla (Novela)
- 1973 Florido mayo (Novela)
- 1976 La buena muerte (Novela)
- 1979 Los invitados (Novela)
- 1980 Duelo de Alejandría (Novela)
- 1980 El correo de Estambul (Novela)
- 1981 Con flores a María (Novela)
- 1982 Giralda: Novela romántica (Novela)
- 1983 Otoño indio: Los crímenes de la residencia Myflower (Novela)
- 1983 Toque de Queda (Novela)
- 1984 Giralda 2: Novela (Novela)
- 1984 Giralda 3 (Novela)
- 1985 El crimen de las estanqueras (Novela)
- 1985 El aborto de María (Novela)
- 1989 A poniente desde el estrecho: Dos banderas (Relatos)